# Paraná STC
Paraná STC is een Braziliaanse voetbalclub uit de stad Cornélio Procópio in de staat Paraná, de club is ook bekend als PSTC.

## Geschiedenis
De club werd opgericht in 1994 en was aanvankelijk een opleidingscentrum voor jonge talenten. Alan Bahia, Dagoberto en Kléberson begonnen hun carrière bij de club. In 2010 werden ze een profteam en startten in de derde klasse van het Campeonato Paranaense. In 2012 promoveerde de club naar de tweede klasse en in 2015 konden ze promotie afdwingen naar de hoogste klasse. De club werd zevende in de groepsfase en plaatste zich voor de kwartfinales. Na een 0-3 nederlaag tegen J. Malucelli leek een halve finale uitzichtloos maar de club won de terugwedstrijd met dezelfde cijfers en won na strafschoppen. In de halve finales waren ze echter een maatje te klein voor Coritiba. Door deze prestatie plaatsten ze zich wel voor de Série D maar werd daar laatste. In 2017 degradeerde de club ook uit de staatscompetitie.